# Pokémon Cristallo
Pokémon Versione Cristallo (ポケットモンスター クリスタルバージョン?, Poketto Monsutā Kurisutaru Bājon) è un videogioco di ruolo della serie Pokémon pubblicato dalla Nintendo per Game Boy Color. Settimo gioco della serie sviluppata dalla Game Freak, Pokémon Cristallo è il terzo ed ultimo titolo della seconda generazione, introdotta in Pokémon Oro e Argento. I videogiochi seguenti, Pokémon Rubino e Zaffiro, verranno pubblicati nel 2002 per Game Boy Advance.
Al contrario dei titoli precedenti, Pokémon Cristallo non può essere eseguito su Game Boy. Il videogioco è compatibile con Pokémon Stadium 2 per Nintendo 64.

## Trama
Come Pokémon Giallo che riprende la storia di Pokémon Rosso e Blu, anche la trama di Pokémon Cristallo è condivisa con quella dei suoi predecessori. Al contrario delle versioni Oro e Argento, in Cristallo è possibile impersonare un personaggio femminile, mentre nei titoli precedenti il giocatore vestiva esclusivamente i panni di un ragazzo. Il videogioco è ambientato nelle regioni di Johto e Kanto. Al contrario dei precedenti titoli la trama è più incentrata sul Pokémon leggendario Suicune, con l'introduzione del personaggio di Eugenius.
Il protagonista vive a Borgo Foglianova, sede del laboratorio del Professor Elm, in compagnia della madre. Il suo sogno è quello di diventare allenatore di Pokémon e sfidare la Lega Pokémon, una volta ottenute le otto medaglie nelle rispettive palestre della regione di Johto. Un giorno viene convocato dallo scienziato che gli affida un compito: recarsi da Mr. Pokémon, prelevare l'Uovo Misterioso e riportarlo al laboratorio dove potrà essere studiato da Elm e dai suoi assistenti. Per svolgere questo compito permetterà al protagonista di scegliere uno dei Pokémon iniziali della regione di Johto: Chikorita, Cyndaquil o Totodile. Una volta giunto nello studio di Mr. Pokémon il protagonista otterrà il Pokédex direttamente dalle mani del suo inventore, il Professor Oak. L'uovo ottenuto da Mr. Pokémon verrà in seguito affidato al protagonista e, una volta schiusosi, si rivelerà contenere un esemplare di Togepi.
Lo scopo del protagonista sarà sfidare i capipalestra della regione di Johto, sconfiggendo il Team Rocket e il suo rivale, un ragazzo che ha rubato uno dei Pokémon del Professor Elm (Silver). La missione secondaria sarà quella di completare il Pokédex, composto da 251 Pokémon, alcuni dei quali assenti nella versione Cristallo.
Una volta ottenute otto medaglie, è possibile accedere all'Altopiano Blu per sfidare la Lega Pokémon composta dai Superquattro e dal Campione Lance. Sconfitto Lance sarà possibile raggiungere il porto di Aranciopoli mediante l'M/N Acqua per catturare altre specie di Pokémon e sfidare gli otto capipalestra di Kanto, ultimo dei quali Blu nella palestra di Smeraldopoli.
Una volta che il protagonista ha acquisito 16 medaglie potrà accedere al Monte Argento e sfidare l'allenatore Rosso.

## Modalità di gioco

Immagine di gioco: il personaggio giocante (che per la prima volta può essere di sesso femminile) si trova davanti alla Torre Lotta, edificio di Johto non presente nei precedenti titoli.

Il videogioco riprende le caratteristiche comuni a tutti i titoli delle serie Pokémon, come la grafica bidimensionale con vista dall'alto, a cui sono state aggiunte migliorie grafiche ed effettuate modifiche ambientali. Tra le località rinnovate figurano le Rovine d'Alfa, la Via Gelata e la Torre Bruciata. È stato inoltre eretta la Torre Lotta, in cui il giocatore può organizzare sfide simili a quelle di Pokémon Stadium.
Come in Oro e Argento è possibile effettuare scambi con i videogiochi Pokémon Rosso e Blu e Pokémon Giallo. Alcuni Pokémon tuttavia apprendono mosse differenti rispetto alle versioni precedenti.
Tra le altre novità introdotte nel gioco si possono citare la possibilità di catturare i tre Pokémon leggendari Raikou, Entei e Suicune (quest'ultimo all'interno della Torre di Latta) indipendentemente dal Pokémon scelto come starter, l'Esperto Mosse e le animazioni dei Pokémon prima degli scontri. È stato inoltre aggiunto un nuovo programma radio al PokéGear, il Password Show di Buena. È inoltre possibile scegliere il sesso del protagonista.
Nella versione giapponese di Pokémon Cristallo è inoltre possibile ottenere il leggendario Celebi tramite il Pokémon Mobile System GB (ポケモンモバイルシステムＧＢ?) utilizzando il Mobile Adapter GB (モバイルアダプタＧＢ?). La periferica permetteva di collegare il Game Boy Color ad un telefono cellulare.

## Accoglienza
Pokémon Cristallo è stato ben accolto dalla critica, anche se molti commentarono che non ci fossero abbastanza nuove aggiunte e funzionalità per distinguerlo in modo significativo da Pokémon Oro e Argento. Craig Harris di IGN ha dichiarato: "L'edizione finale (si spera) per Game Boy Color è sicuramente la versione da ottenere se non sei già uno dei ennesimi miliardi di possessori dei giochi precedenti, con i lievi aggiornamenti di Cristallo al design e alla grafica. Ma non c'è molto in questa edizione che lo renda un "must buy" per chi possiede già una o due copie delle edizioni precedenti".
Pokémon Cristallo è stato il secondo gioco per Game Boy Color più venduto in Giappone, con 1 871 307 copie vendute. Ha venduto quasi 6,4 milioni di unità in tutto il mondo.